# Fritz Schwegler
Pour les articles homonymes, voir Schwegler.
Fritz Schwegler, né le 7 mai 1935 à Breech — actuellement incorporé à Börtlingen — (Allemagne) et mort le 3 juin 2014 à Börtlingen, est un artiste peintre, graphiste, sculpteur et musicien allemand.

## Biographie et travail
Né à Breech, actuellement un hameau de la ville souabe de Börtlingen, située près de Göppingen, Schwegler est d'abord apprenti comme menuisier auprès de son père. Il  parcourt ensuite toute l'Europe pendant trois ans, où il visite vingt-et-une villes.
En tant qu'artiste, il  apparait d'abord comme un créateur iconoclaste et étrange de collages d'images et de performances orales, intitulées "Effeschiaden", "Effeschiadiana", "Effeschiaturen", "Moritafeln", "Zehnerschaften", "Viererreihen" et "Urnotizen", également accompagnées de photographies et de séquences de films. Par après, il réalise également des sculptures en bois et produit une série de 1 000 sculptures en bronze.
Schwegler expose aux documenta 5 et documenta 8 à Cassel. En 1999, il reçoit le prix Hans Thoma et en 2003 le prix Bernhard Heiliger de sculpture pour ses réalisations exceptionnelles dans le domaine de la sculpture. Selon les membres du jury, Werner Spies, Manfred Schneckenburger et Dominic van den Boogerd (en), « à la fin du XXe siècle, Schwegler a créé un registre de l'art plastique sans comparaison ».
Pendant trois décennies, Schwegler est également professeur à l'Académie des beaux-arts de Düsseldorf (Kunstakademie Düsseldorf), où il est en contact étroit avec Joseph Beuys. Il prend sa retraite en 2001. Parmi ses étudiants figurent Thomas Demand, Katharina Fritsch, Martin Honert (en), Thomas Huber et Thomas Schütte.

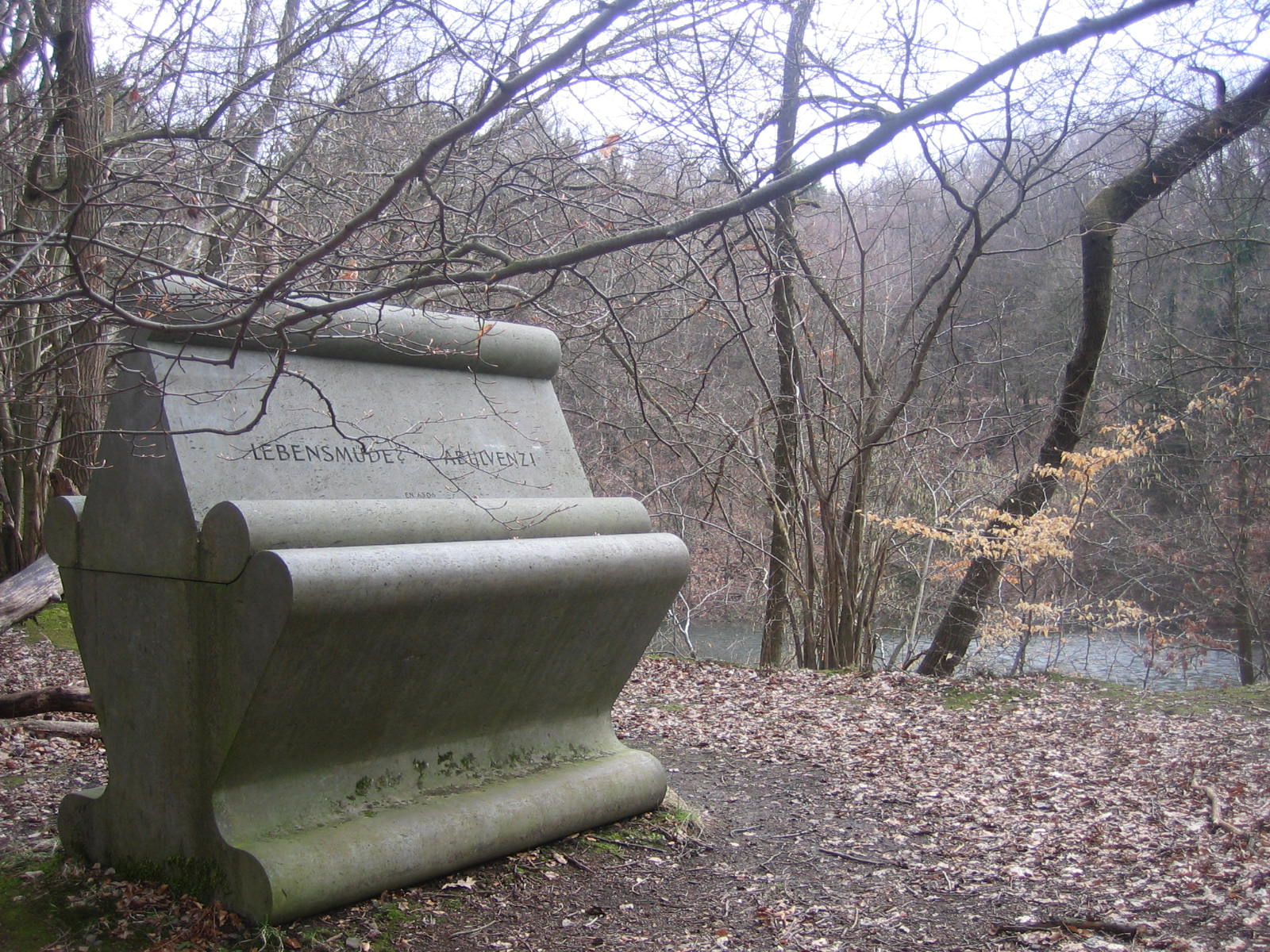
Tombe de Fritz Schwegler à la Künstler-Nekropole, EN 6355.

Fritz Schwegler était marié à la sculptrice Gudrun Krüger.
Mort le 3 juin 2014, il est enterré selon sa volonté à la Künstler-Nekropole à Cassel dans un monument funéraire de sa conception qu'il a intitulé EN 6355.

## Sélection  bibliographique
- Wolfgang Becker, Astrid Brock, éd., Fritz Schwegler: Effeschiadiana, Effeschiaden, Effeschiaturen, Moritafeln, Zehnerschaften, Viererreihen und Urnotizen. Catalogue d'exposition. Stadt Aachen, Neue Galerie-Sammlung Ludwig, 19 janvier - 10 février 1974.
- Joachim Heusinger von Waldegg, Peter Kleemann, Marianne Roetzel, Fritz Schwegler. Rheinisches Landesmuseum Bonn, 1974.
- Helga Meister, "Fritz Schwegler", à Die Kunstszene Düsseldorf. Recklinghausen, 1979, p. 182–184.
- Fritz Schwegler, Kunst der Erscheinung konnte so sein: Kleidungen zum Fünfzigsten, Düsseldorf, 1992.
- Lothar Romain, Fritz Schwegler: Erscheinungsmaßnahmen und Abulvenz, Hagen, 1983.
- Fritz Schwegler, Kohle, Wasser, Benzin, Strasbourg, 1996.
- Ferdinand Ullrich et Hans-Jürgen Schwalm, éditeurs, Fritz Schwegler: die tägliche Jubelrolle; 365 Öffnungen; nach 25 Jahren und 29 von 1000 Notwandlungsstücken (hier zurückgemalt). Catalogue d'exposition. Kunsthalle Recklinghausen, 1999.
- Helga Meister, Und keiner hinkt. 22 Wege vom Schwegler wegzukommen. Kleve et Düsseldorf, 2001.
- Ulrike Groos, éd., Das unbewegliche Theatre des Fritz Schwegler von Breech. Ostfildern : Hatje Cantz, 2004.